# Badi Assad
Badi Assad, pseudonimo di  Mariângela Assad Simão (São João da Boa Vista, 23 dicembre 1966), è una chitarrista e cantante brasiliana.

## Biografia
Nata a São João da Boa Vista il 23 dicembre 1966, all'età di dodici anni si è trasferita a Rio de Janeiro con la famiglia. Suo padre, Jorge Assad, di origini libanesi era un suonatore di mandolino  e i suoi due fratelli maggiori, Sergio e Odair, sono entrambi musicisti classici che hanno fondato il Duo Assad, mentre la nipote Clarice Assad è una nota cantante e compositrice.
Ha cominciato a studiare musica sin da bambina, con una piccola tastiera, per proseguire lo studio della chitarra già a quattordici anni. Dopo la laurea conseguita all'Università federale di Rio de Janeiro, ha vinto il Concurso Jovens Instrumentistas nel 1984. Subito dopo ha cominciato a sviluppare delle nuove tecniche di canto e percussione con la bocca contemporaneamente.
Nel 1986 si è unita alla "Guitar Orchestra of Rio de Janeiro" diretta dal chitarrista Turibio Santos.
Nel 1987 è stata nominata "Miglior chitarrista brasiliano al festival internazionale di Villa Lobos". Incise il primo disco nel 1989, partecipando a vari shows come al Free Jazz Festival e all'Heineken Concerts a fianco di (fra gli altri) Heraldo do Monte e Dorival Caymmi.
Dal 1994 parte la carriera internazionale con il disco Solo al quale seguirono vari altri lavori, sempre più marcati con il binomio voce-suono del corpo, tecnica che adotta anche ai giorni nostri con notevole successo.
Assad, che canta in lingua inglese e portoghese è stata votata come miglior chitarrista fingerstyle dagli editori della rivista statunitense Guitar Player nel 1995.
Ha suonato e collaborato con molti artisti di fama internazionale , specialmente nell'ambito jazz,  tra cui il percussionista Cyro Baptista e i chitarristi Pat Metheny, Larry Coryell e John Abercrombie.

## Discografia

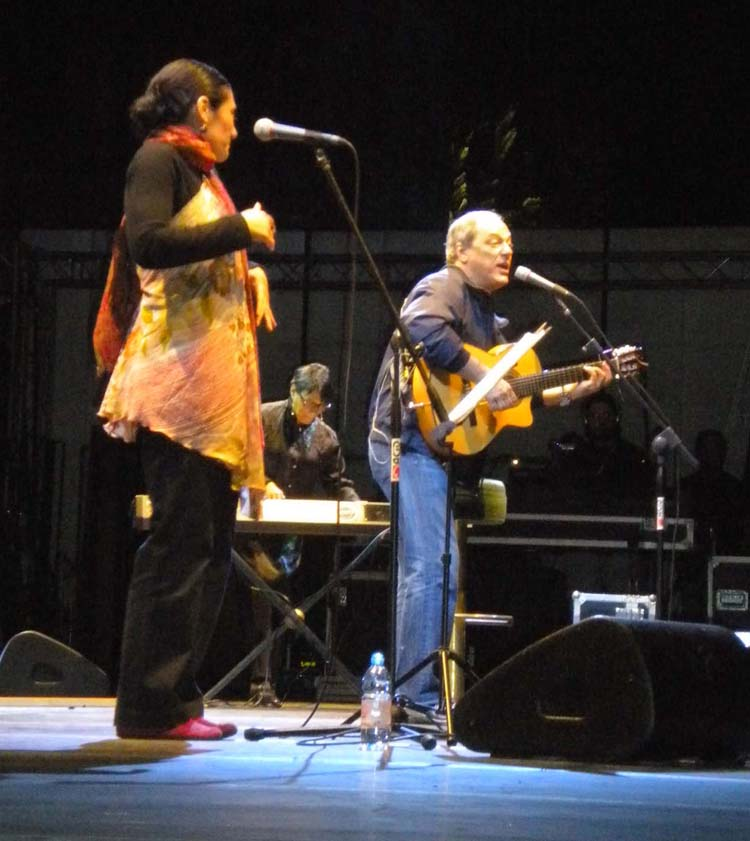
Badi Assad mentre canta con Toquinho durante un concerto, a Cremona, 5 agosto 2010.

- 1989 - Dança dos tons (Independente LP)
- 1994 - Solo (Chesky Records CD)
- 1995 - Rhythms (Chesky Records CD)
- 1997 - Echoes of Brazil (Chesky Records CD)
- 1998 - Chameleon (i.e.music/PolyGram CD)
- 2003 - Nowhere (Independente CD)
- 2003 - Three guitars (Chesky Records CD)
- 2003 - Dança das Ondas (GHA  CD)
- 2004 - Verde (eDGe music/Universal CD)
- 2006 - Wonderland (eDGe music/ Universal CD)
- 2012 - Amor e Outras Manias Crônicas (YB Music)
- 2013 - Between Love and Luck (Quatro Ventos)
- 2014 - Cantos de Casa (Quatro Ventos)
- 2015 - Hatched (Quatro Ventos)